# Ваць, Надежда Матвеевна
Надежда Матвеевна Ваць (укр. Надія Матвіївна Ваць; 26 декабря 1916, село Сторожевое, Василевская волость, Полтавский уезд, Полтавская губерния — 6 июля 1993, село Вацы, Полтавский район, Полтавская область) — заведующая свиноводческой фермой колхоза имени Шевченко Полтавского района Полтавской области, Украинская ССР. Герой Социалистического Труда (1971).

## Биография
Родилась 26 декабря 1916 года в бедной крестьянской семье в селе Сторожевое Полтавской губернии. Свою трудовую деятельность начала в колхозе имени Октябрьской Революции, который находился в её родном селе. Работала в полеводческом звене, дояркой и позднее свинаркой в колхозе «Лозоватка». В 1936 году окончила Писаревщинский зоотехникум. С 1936 года — зоотехник колхоза «Путь Ленина». С 1937 по 1941 год трудилась зоотехником в колхозе имени Коминтерна Полтавского района. С 1943 по 1947 год — заведующая животноводством и с 1947 по 1951 год — зоотехник колхоза имени Коминтерна Полтавской области.
В 1951—1952 годах — заведующая птицефермой, с 1952 по 1963 год — заведующая молочно-товарной фермы и в 1963—1964 годах — птичница колхоза имени Шевченко Полтавского района. В 1964 году была назначена заведующей свиноводческой фермы этого же колхоза. В 1971 году удостоена звания Героя Социалистического Труда «за выдающиеся успехи, достигнутые в развитии сельскохозяйственного производства и выполнении пятилетнего плана продажи государству продуктов земледелия и животноводства».
В 1974 году вышла на пенсию. Проживала в селе Вацы Полтавского района.

## Награды
- Герой Социалистического Труда — указом Президиума Верховного Совета СССР от 8 апреля 1971 года
- Орден Ленина